# سرستون
سر ستون (انگلیسی: Capital) در معماری سر ستون، نگرش کلی بر اساس بالاترین بخش یک ستون (شبیه ستون یا ستون‌نما و مستطیل) می‌باشد، این بخش از ستون جزئی از مکمل اصلی آن یعنی بدنهٔ ستون می‌باشد که به شکل فرورفته در سطح زمین یا بنا شکل گرفته و حمایت کنندهٔ بخش بالایی که همان تختهٔ روی سر ستون می‌باشد است. طراحی هر طرف از ستون در قسمت پایانی ملزم به حمایت از خود سر ستون است، سر ستون ممکن است به شکل محدب باشد، همانند همان معماری که در شیوه دوریک وجود دارد، یا اینکه مقعر و به شکل سر ستون وارونه باشد همانند شیوه کورینتی،
سر ستون‌ها همچنین می‌تواند به شکل پیمایشی یا طومار پیچیده باشد همانند شیوه ایونی، این سه فرم اصلی سر ستون‌ها تقریباً در همهٔ پایتخت‌های باستانی وجود دارند، شیوه آمیخته که در قرن شانزدهم مقبولیت بسیار داشت نمونهٔ غالب و برگزیدهٔ اغلب بناهای پایتخت است که روشن‌ترین شاخص نمایش آن فرم طاق تیتوس می‌باشد که با تزئینات طومار پیچیده شیوهٔ ایونی و کنگر (زینت) همراه بود.
این شکل از طراحی و معماری سر ستون‌ها به شکل کلی و انبوه در مبحث سایه گذر قابل مشاهده است که اغلب برای تزئینات یک‌دست و متفق‌الشکل صورت می‌گیرد و در اغلب موارد روشن‌ترین شاخص سفارش معماری در جهت ساخت و ایجاد است، تطبیق و بررسی در این جزئیات می‌تواند نشان‌دهندهٔ تاریخ شکل‌گیری معماری ابنیه‌ها باشد.